# Teafuaniua

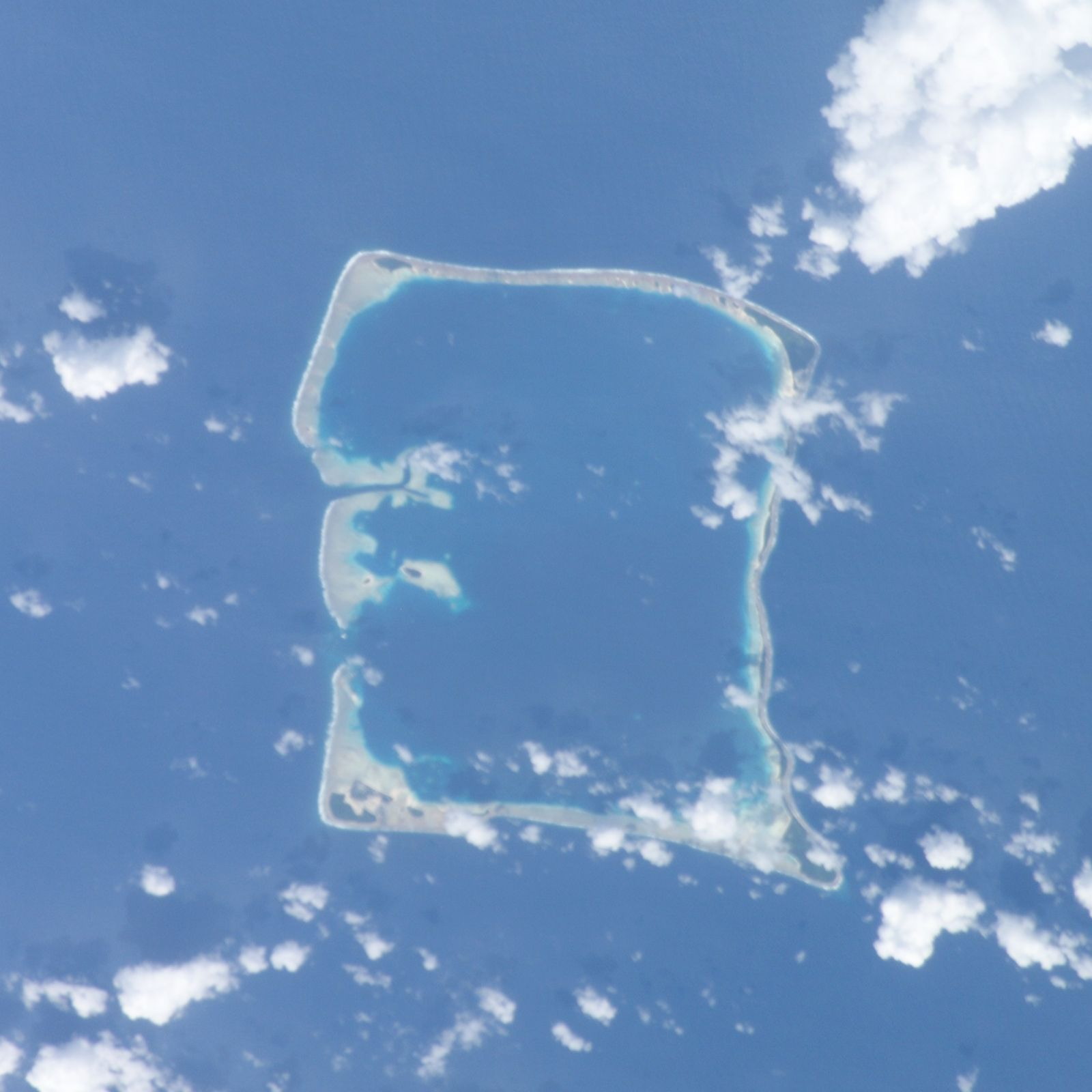
Atol de Nukufetau, Tuvalu, visto do espaço.

Teafuaniua é um ilhéu do atol de Nukufetau, do país de Tuvalu